# Kubo and the Two Strings
Kubo and the Two Strings (titulada Kubo y las dos cuerdas mágicas en España y Kubo y la búsqueda samurái en Hispanoamérica) es una película estadounidense de animación en stop motion en 3D de 2016, producida por Laika y distribuida por Focus Features en Estados Unidos y por Universal Pictures en el resto del mundo. Fue dirigida por Travis Knight, y escrita por Marc Haimes y Chris Butler. La película cuenta con la voces de Art Parkinson, Charlize Theron, Matthew McConaughey, Rooney Mara y Ralph Fiennes. Fue estrenada el 19 de agosto de 2016.

## Argumento
En el antiguo Japón, Kubo es un niño tuerto de doce años de edad que vive con su madre enferma, Sariatu, en una cueva en lo alto de una montaña. Todos los días cuenta historias a los habitantes de la aldea manipulando mágicamente papel de origami que se mueven bajo la música tocada por el shamisen de Kubo. Cuenta la historia de un guerrero samurái llamado Hanzo, quien es el padre desaparecido de Kubo. Sin embargo, cuando la campana del pueblo señala el atardecer, Kubo regresa con su madre ya que esta le advierte explícitamente que no se quede fuera después de la oscuridad o las malvadas hermanas de Sariatu y su abuelo, el Rey Luna, los encontrará y se lo llevarán. Un día, Kubo se entera acerca de un festival de Obon, una ceremonia donde los miembros de la familia se comunican con sus seres queridos difuntos. Al llegar al cementerio y tratar de hablar con su padre, Kubo se enfada cuando este no responde. Mientras Kubo permanece fuera después del atardecer, las hermanas de Sariatu lo encuentran y lo atacan. Su madre llega para defenderlo de ellas y envía a Kubo lejos usando su magia, diciéndole que encuentre la armadura mágica de su padre siendo lo único que lo va a proteger. Él toma un mechón de su pelo antes de que ella ataque a sus hermanas.
Kubo despierta y conoce a Simio, su pequeño amuleto de mono de nieve de madera que fue traído a la vida por la magia de su madre. Ella le informa que su madre está muerta, su aldea está destruida y él debe seguir adelante para sobrevivir sin que las hermanas lo encuentren. A la mañana siguiente, Simio despierta a Kubo y señala a "Pequeño Hanzo", uno de los origami de Kubo que se diseñó según su padre y que se dobló y cobró vida en la noche. El Pequeño Hanzo muestra a Kubo y Simio el camino a las piezas de armadura de su padre, donde son recibidos por Escarabajo, un samurái amnésico que fue maldecido a tomar la forma de un escarabajo y afirma haber sido aprendiz de Hanzo. Simio no confía en él pero se termina uniendo a ellos en su búsqueda cuando Escarabajo se entera de que Kubo es el hijo de Hanzo. Las hermanas descubren que Kubo está buscando la armadura de su padre, y se separaron para encontrarlo.
El pequeño Hanzo los lleva a una cueva subterránea conocida como el "salón de los huesos", donde encuentran la espada de Hanzo (la "espada irrompible") en el cráneo de un esqueleto gigante. El esqueleto los ataca mientras tratan de recuperar la Espada, pero lo derrotan y escapan. Kubo usa su magia para crear un bote con hojas caídas, y navegan a través del "Lago Largo" y llegan flotando sobre la siguiente pieza de la armadura de Hanzo, su peto (la "coraza impenetrable"). La Coraza Impenetrable se encuentra sumergida en el lago, en el "Jardín de los Ojos", donde los intrusos son atraídos y paralizados por los ojos gigantes de un monstruo de gran tamaño, mostrando secretos antes de ser comidos por él. Escarabajo y Kubo se sumergen para recuperar la Coraza. Una de las Hermanas aparece y ataca a Simio, pero ésta se las arregla para derrotarla, aunque queda gravemente herida en el proceso. Kubo recupera la coraza, pero es inmediatamente atrapado por uno de los ojos. En su estado fascinado, tiene una revelación: Simio es su madre, su espíritu reencarnado en forma física. Escarabajo rescata a Kubo y el barco en ruinas se restaura con la magia de Kubo y Simio.
En una isla cercana, el trío descansa en una cueva cuando Simio explica con origami usando el shamisen de Kubo que antes de conocer a Hanzo, ella y sus hermanas fueron enviadas para matar a su padre. En cambio, se enamoró de él y dio a luz a Kubo. Sus hermanas y el abuelo de Kubo se sintieron traicionados y desde entonces la calificaron como un enemigo. Kubo tiene un sueño en el que es recibido por Raiden, un viejo hombre ciego que le muestra dónde encontrar el casco de su padre (el "Casco Invulnerable"), la pieza final de la armadura. Ellos se dirigen a la fortaleza dañada de su padre para recuperar la armadura, pero son emboscados por la hermana restante que revela que Escarabajo es de hecho el padre de Kubo, Hanzo, a quien habían maldecido como castigo por "tomar" a su hermana de ellos. Escarabajo es asesinado, y Simio se sacrifica para permitir que Kubo consiga su shamisen y mate a su hermana con ella, rompiendo una de las secuencias en el proceso. Después de que Kubo se entera de que la campana de su aldea es el Casco, con la ayuda de Pequeño Hanzo, rompe la última cuerda en su shamisen y usa su magia para volar de regreso a su pueblo.
Después de reclamar el Casco, él es recibido por Raiden, quien se revela como su abuelo, el Rey Luna. Quiere tomar el otro ojo de Kubo para que se una a su "familia" y hacerle inmortal como él. Kubo se niega y Raiden enojado se transforma en un gigantesco centinela conocido como la "Bestia de La Luna" y lo ataca. A pesar de esquivar varios golpes, Kubo es golpeado y lanzado al cementerio de la aldea, donde la bestia de la Luna lo arrincona a él y a los aldeanos. Kubo arroja la armadura y rehace su shamisen, usando el pelo de su madre, la cuerda del arco de su padre, y un filamento de su propio pelo. Utiliza su magia para reclutar los espíritus de los aldeanos difuntos, mostrando a su abuelo que los recuerdos son la magia más fuerte de todos y que nunca pueden ser destruidos. Kubo usa los espíritus para protegerse a sí mismo y a los aldeanos de la Bestia de la Luna y luego lo envuelve en su magia. El Rey Luna es derrotado y se convierte en mortal, y en su forma humana no recuerda quién o qué fue. Los aldeanos muestran compasión y perdón y le dicen que era un hombre con muchos rasgos positivos, convenciéndolo así de que era un buen hombre.
Al final, Kubo logra hablar con sus padres, cuyos espíritus aparecen junto a él, mientras pone sus linternas a flote a través de un lago, mientras ve que las otras linternas de los aldeanos difuntos se transforman en cigüeñas y vuelan al mundo de los espíritus hacia el mundo espiritual.

## Reparto
- Art Parkinson como Kubo.
- Charlize Theron como Simio/Sariatu.
- Matthew McConaughey como Escarabajo/Hanzo.
- Rooney Mara como Karasu y Washi, las hermanas de Sariatu.
- Ralph Fiennes como Raiden, el Rey de la Luna.
- George Takei como Hosato.
- Cary-Hiroyuki Tagawa como Hashi.
- Brenda Vaccaro como Kameyo.

## Producción
El 22 de diciembre de 2014, Laika y Focus Features anunciaron que la producción de una película animada en stop motion en 3D titulada Kubo and the Two Strings había comenzado y que el presidente de Laika, Travis Knight, haría su debut como director, basando la cinta en el guion de Marc Haimes y Chris Butler. Knight y Arianne Sutner producirán la película. Las voces incluyen a Art Parkinson, Matthew McConaughey, Charlize Theron, Rooney Mara, Ralph Fiennes y Brenda Vaccaro.
La película muestra una animación muy realista con un arduo trabajo. "Es una culminación de las películas que hemos hecho hasta ahora. Hemos tomado todo lo que hemos aprendido en las demás películas en la narración de historias, en la técnica, en las habilidades para la fabricación de marionetas, hasta con la falta de miedo a utilizar también tecnología", explica Georgina Hayns, supervisora creativa en la cinta, que añade que "hemos combinado más que nunca el arte del stop-motion y el elemento informático para llenar esos grandes espacios abiertos". Esa combinación de animación tradicional y CGI es donde Laika está avanzando más, utilizando a las computadoras como apoyo.

## Estreno
La película se fijó para ser estrenada el 19 de agosto de 2016.

## Premios y nominaciones
| Premio                                | Categoría                                                         | Receptores                                                                           | Resultado | Ref(s) |
| ------------------------------------- | ----------------------------------------------------------------- | ------------------------------------------------------------------------------------ | --------- | ------ |
| Premios Óscar                         | Mejores efectos visuales                                          | Steve Emerson, Oliver Jones, Brian McLean y Brad Schiff                              | Nominados |        |
| Premios Óscar                         | Mejor película de animación                                       | Travis Knight y Arianne Sutner                                                       | Nominada  |        |
| Premios Globo de Oro                  | Mejor película animada                                            | Travis Knight, Arianne Sutner                                                        | Nominado  | [ 4 ]  |
| Premios BAFTA                         | Mejor película de animación                                       | Travis Knight                                                                        | Ganadora  |        |
| Premios de la Crítica Cinematográfica | Mejor película animada                                            | Travis Knight                                                                        | Nominada  | [ 4 ]  |
| Premios Annie                         | Mejor película animada                                            | Travis Knight                                                                        | Nominada  | [ 5 ]  |
| Premios Annie                         | Mejor Dirección (en una producción cinematográfica)               | Travis Knight                                                                        | Nominada  | [ 5 ]  |
| Premios Annie                         | Mejor Guion (en una producción cinematográfica)                   | Chris Butler y Marc Haimes                                                           | Nominada  | [ 5 ]  |
| Premios Annie                         | Mejor Diseño de Producción (en una producción cinematográfica)    | Nelson Lowry, Trevor Dalmer, August Hall y Ean McNamara                              | Ganadora  | [ 5 ]  |
| Premios Annie                         | Mejor Edición (en una producción cinematográfica)                 | Christopher Murrie                                                                   | Ganadora  | [ 5 ]  |
| Premios Annie                         | Mejor Actuación de Voz (en una producción cinematográfica)        | Art Parkinson como Kubo                                                              | Nominada  | [ 5 ]  |
| Premios Annie                         | Mejor Diseño de Personajes (en una producción cinematográfica)    | Shannon Tindle                                                                       | Nominada  | [ 5 ]  |
| Premios Annie                         | Mejor Animación de Personajes (en una Producción Cinemátográfica) | Jan Maas                                                                             | Ganadora  | [ 5 ]  |
| Premios Annie                         | Mejor Efectos Animados (en una producción animada)                | David Horsley, Eric Wachtman, Timur Khodzhaev, Daniel Leatherdale y Terrance Tomberg | Nominada  | [ 5 ]  |
| Premios Annie                         | Mejor Storyboard (en una producción cinematográfica)              | Mark García                                                                          | Nominada  | [ 5 ]  |